# Хејлинг
Хејлинг (енгл. Hayling Island) је једно од Британских острва које припада Уједињеном Краљевству, односно Енглеској. Налази се грофовији Хемпшир. Површина острва износи 27 km². Према попису из 2001. на острву је живело 16.887 становника.